# أشكروفت (كولومبيا البريطانية)
أشكروفت (بالإنجليزية: Ashcroft, British Columbia)‏ هي بلدة تقع في كندا في Thompson-Nicola Regional District. يقدر عدد سكانها بـ 1,628 نسمة ومساحتها 51.45 كم2 و وترتفع عن سطح البحر 335.2 متر.

## المناخ
يظهر الجدول التالي التغييرات المناخية على مدار السنة لأشكروفت:
| البيانات المناخية لـأشكروفت | البيانات المناخية لـأشكروفت | البيانات المناخية لـأشكروفت | البيانات المناخية لـأشكروفت | البيانات المناخية لـأشكروفت | البيانات المناخية لـأشكروفت | البيانات المناخية لـأشكروفت | البيانات المناخية لـأشكروفت | البيانات المناخية لـأشكروفت | البيانات المناخية لـأشكروفت | البيانات المناخية لـأشكروفت | البيانات المناخية لـأشكروفت | البيانات المناخية لـأشكروفت | البيانات المناخية لـأشكروفت |
| الشهر                       | يناير                       | فبراير                      | مارس                        | أبريل                       | مايو                        | يونيو                       | يوليو                       | أغسطس                       | سبتمبر                      | أكتوبر                      | نوفمبر                      | ديسمبر                      | المعدل السنوي               |
| --------------------------- | --------------------------- | --------------------------- | --------------------------- | --------------------------- | --------------------------- | --------------------------- | --------------------------- | --------------------------- | --------------------------- | --------------------------- | --------------------------- | --------------------------- | --------------------------- |
| الدرجة القصوى °م (°ف)       | 13.5 (56.3)                 | 16.0 (60.8)                 | 24.5 (76.1)                 | 31.3 (88.3)                 | 34.6 (94.3)                 | 40.6 (105.1)                | 41.7 (107.1)                | 41.0 (105.8)                | 36.3 (97.3)                 | 26.3 (79.3)                 | 23.7 (74.7)                 | 13.5 (56.3)                 | 41.7 (107.1)                |
| أدنى درجة حرارة °م (°ف)     | −24.4 (−11.9)               | −21.7 (−7.1)                | −16.8 (1.8)                 | −3.5 (25.7)                 | −0.6 (30.9)                 | 4.5 (40.1)                  | 8.5 (47.3)                  | 6.1 (43.0)                  | 1.7 (35.1)                  | −4.1 (24.6)                 | −21.1 (−6.0)                | −21.9 (−7.4)                | −24.4 (−11.9)               |
| المصدر: Environment Canada  |                             |                             |                             |                             |                             |                             |                             |                             |                             |                             |                             |                             |                             |